# Биение сердца
Биение сердца (фр. Battement de cœur) — французский художественный фильм 1940 года режиссёра Анри Декуэна с Даниэль Дарьё и Клодом Дофеном в главных ролях.

## Сюжет
В 1930-х годах в Париже молодая сирота Арлетт сбегает из исправительного учреждения в Амьене. После побега она попадает в парижскую школу для воров-карманников. Она знакомится с месье Аристидом, который учит её искусству воровства. Своё мастерство она решила опробовать на человеке, который оказался послом, но была поймана. Посол заставляет Арлетт пойти на сделку: он не передает её в полицию, а она, в свою очередь, должна украсть часы у юного атташе Пьера де Ружмона. Цель посла — выяснить, изменяет ли ему жена. Выкрав часы, она с любопытством открывает их и обнаруживает фотографию жены посла. Она догадывается, что он подозревал жену в измене с Пьером де Ружмоном, и вытаскивает снимок, прежде чем передать часы послу. Посол успокаивается, убедившись, что он ошибочно заподозрил свою жену. Посол хочет, что бы Арлетт покинула бал и исчезла, но уже слишком поздно, Пьер де Ружмон уже попал под чары Арлетт. Он догоняет её, но она уезжает. Любви, которая сразу же родилась между ними, будет мешать истинная личность Арлетт.

## Производство
Фильм был спродюсирован компанией Continental Films. Съёмки начались в 1939 году. Работа над фильмом была прервана в 1940 году, так как началась война.

## Критика
В многотомном справочнике с обзорами фильмов Lexikon des internationalen Films было написано: «Сценарий не без идей, диалоги не без юмора, но в целом достаточно посредственно».
Жак Сиклье (Jacques Siclier) написал: «Этот фильм, выпущенный в феврале 1940 года, имел большой успех, который продолжится и в период оккупации. Публике нужны развлечения. Даниэль Дарьё, сыгравшая несколько драматических ролей, снова появилась со всем своим обаянием, со всей своей фантазией и своей молодостью (ей было 22 года). Исторические обстоятельства складывались в пользу фильма. Но его важность была обусловлена ещё и стилем Декуэна, усвоившего тогда рецепты американской комедии в золотой век: любовное недоразумение возникает из экстравагантной ситуации и после множества осложнений заканчивается счастливым образом».

## О фильме
- В фильме Даниэль Дарьё поёт Une Charade и Au vent léger Поля Мисраки (музыка) и Андре Хорнеза (текст).
- Ремейк фильма под названием «Сердцебиение» (Heartbeat) был снят в 1946 году в США режиссёром Сэмом Вудом с Джинджер Роджерс и Жан-Пьером Омоном в главных ролях.